# У Тортони
«У Тортони» — картина Эдуарда Мане, написанная около 1878–1880 годов. В 1990 году картина была украдена из бостонского Музея Изабеллы Стюарт Гарднер и до сих пор её местонахождение не известно.
На картине изображён молодой человек (личность пока что не установлена) с блокнотом, сидящий за столиком в парижском кафе «Тортони», располагавшемся на бульваре Итальянцев. На столе рядом с ним стоит полупустой бокал с пивом. Сам Эдуард Мане был частым посетителем этого кафе, где для него и других представителей богемы хозяином заведения были выделены два отдельных столика.
Изображение картины было использовано в 1-м эпизоде («День рождения») 3-го сезона телесериала «Дневники вампира».
Картина была выставлена в музее Изабеллы Стюарт Гарднер; 18 марта несколько воров, переодетых в полицейскую форму, выкрали из музея 13 работ известных художников. Помимо «У Тортони» были похищены два живописных полотна и один набросок Рембрандта, «Концерт» Яна Вермеера, работы Эдгара Дега. 18 марта 2013 года представители ФБР заявили о раскрытии ограбления и о том, что картины были похищены организованной преступной группировкой, однако их местонахождение на данный момент не известно.